# Mubuga (Butaro)
Mubuga ist eine von fünf Zellen (Verwaltungseinheiten 4. Ebene) im Sektor Butaro des Distrikts Burera in der Nordprovinz von Ruanda. Sie liegt auf einer Höhe von etwa 2120 m. Nachbarzellen sind im Norden Nyamicucu, im Osten Gashanje, im Südosten Muhotora, im Süden Kabona und im Westen Rusumo. Durch Mubuga verläuft die Nationalstraße 21. Von dieser geht eine Distrit Road nach Nordosten ab. Beide Straßen sind Stand 2022 nicht asphaltiert.